# カムバック賞 (MLB)
カムバック賞（カムバックしょう、Major League Baseball Comeback Player of the Year Award）は、メジャーリーグベースボールで2005年より行われるようになった選手表彰のひとつ。
故障やスランプにより一度大きく成績を落としたが復活し素晴らしい成績を残した選手に送られる。MLB公式サイトの編集スタッフが委員会を構成し、ナショナルリーグ・アメリカンリーグから各6名をリストアップし、ファンからのオンライン投票によって受賞者を決める。
また、1965年から「スポーティング・ニュース社（The Sporting News）」が行っているカムバック賞（The Sporting News Comeback Player of the Year Award）も存在する。ここではそれも列記する。
1983年のアラン・トランメル（当時25歳）、1987年のブレット・セイバーヘイゲン（当時23歳）のように、故障でもなく一時的なスランプから脱した比較的若い選手も受賞しているのが特徴である。

## 歴代受賞者

### MLBカムバック賞
| 年   | ナショナルリーグ            | ナショナルリーグ               | ナショナルリーグ    | アメリカンリーグ           | アメリカンリーグ               | アメリカンリーグ     |
| 年   | 受賞者（受賞回数）          | 所属チーム                     | 成績                | 受賞者（受賞回数）         | 所属チーム                     | 成績                 |
| ---- | --------------------------- | ------------------------------ | ------------------- | -------------------------- | ------------------------------ | -------------------- |
| 2005 | ケン・グリフィーJr.         | シンシナティ・レッズ           | .301 35本 92点      | ジェイソン・ジアンビ       | ニューヨーク・ヤンキース       | .271 32本 87点       |
| 2006 | ノマー・ガルシアパーラ      | ロサンゼルス・ドジャース       | .303 20本 93点 3盗  | ジム・トーミ               | シカゴ・ホワイトソックス       | .288 42本 109点      |
| 2007 | ドミトリー・ヤング          | ワシントン・ナショナルズ       | .320 13本 74点      | カルロス・ペーニャ         | タンパベイ・レイズ             | .282 46本 121点 1盗  |
| 2008 | ブラッド・リッジ            | フィラデルフィア・フィリーズ   | 2勝0敗41S 防1.95    | クリフ・リー               | クリーブランド・インディアンス | 22勝3敗 防2.54       |
| 2009 | クリス・カーペンター        | セントルイス・カージナルス     | 17勝4敗 防2.24      | アーロン・ヒル             | トロント・ブルージェイズ       | .286 36本 108点 6盗  |
| 2010 | ティム・ハドソン            | アトランタ・ブレーブス         | 17勝9敗 防2.83      | フランシスコ・リリアーノ   | ミネソタ・ツインズ             | 14勝10敗 防3.62      |
| 2011 | ランス・バークマン          | セントルイス・カージナルス     | .301 31本 94点 2盗  | ジャコビー・エルズベリー   | ボストン・レッドソックス       | .321 32本 105点 39盗 |
| 2012 | バスター・ポージー          | サンフランシスコ・ジャイアンツ | .336 24本 103点 1盗 | フェルナンド・ロドニー     | タンパベイ・レイズ             | 2勝2敗48S 防0.60     |
| 2013 | フランシスコ・リリアーノ(2) | ピッツバーグ・パイレーツ       | 16勝8敗 防3.02      | マリアノ・リベラ           | ニューヨーク・ヤンキース       | 6勝2敗44S 防2.11     |
| 2014 | ケーシー・マギー            | マイアミ・マーリンズ           | .287 4本 76点 4盗   | クリス・ヤング             | シアトル・マリナーズ           | 12勝9敗 防3.65       |
| 2015 | マット・ハービー            | ニューヨーク・メッツ           | 13勝8敗 防2.71      | プリンス・フィルダー       | テキサス・レンジャーズ         | .305 23本 98点       |
| 2016 | アンソニー・レンドン        | ワシントン・ナショナルズ       | .270 20本 85点 12盗 | リック・ポーセロ           | ボストン・レッドソックス       | 22勝4敗 防3.15       |
| 2017 | グレッグ・ホランド          | コロラド・ロッキーズ           | 3勝6敗41S1H 防3.61  | マイク・ムスタカス         | カンザスシティ・ロイヤルズ     | .272 38本 85点       |
| 2018 | ジョニー・ベンタース        | アトランタ・ブレーブス         | 5勝2敗3S15H 防3.67  | デビッド・プライス         | ボストン・レッドソックス       | 16勝7敗 防3.58       |
| 2019 | ジョシュ・ドナルドソン      | アトランタ・ブレーブス         | .259 37本 94点 2盗  | カルロス・カラスコ         | クリーブランド・インディアンス | 6勝7敗1S1H 防5.29    |
| 2020 | ダニエル・バード            | コロラド・ロッキーズ           | 4勝2敗6S2H 防3.65   | サルバドール・ペレス       | カンザスシティ・ロイヤルズ     | .333 11本 32点 1盗   |
| 2021 | バスター・ポージー(2)       | サンフランシスコ・ジャイアンツ | .304 18本 56点      | トレイ・マンシーニ         | ボルチモア・オリオールズ       | .255 21本 71点       |
| 2022 | アルバート・プホルス        | セントルイス・カージナルス     | .270 24本 68点 1盗  | ジャスティン・バーランダー | ヒューストン・アストロズ       | 18勝4敗 防1.75       |
| 2023 | コディ・ベリンジャー        | シカゴ・カブス                 | .307 26本 97点 20盗 | リアム・ヘンドリックス     | シカゴ・ホワイトソックス       | 2勝0敗1S 防5.40      |

### スポーティング・ニュース・カムバック賞
| 年   | ナショナルリーグ            | ナショナルリーグ                                  | ナショナルリーグ     | アメリカンリーグ              | アメリカンリーグ               | アメリカンリーグ     |
| 年   | 受賞者（受賞回数）          | 所属チーム                                        | 成績                 | 受賞者（受賞回数）            | 所属チーム                     | 成績                 |
| ---- | --------------------------- | ------------------------------------------------- | -------------------- | ----------------------------- | ------------------------------ | -------------------- |
| 1965 | バーノン・ロー              | ピッツバーグ・パイレーツ                          | 17勝9敗 防2.15       | ノーム・キャッシュ            | デトロイト・タイガース         | .266 30本 82点 6盗   |
| 1966 | フィル・リーガン            | ロサンゼルス・ドジャース                          | 14勝1敗21S 防1.62    | ブーグ・パウエル              | ボルチモア・オリオールズ       | .287 34本 109点      |
| 1967 | マイク・マコーミック        | サンフランシスコ・ジャイアンツ                    | 22勝10敗 防2.85      | ディーン・チャンス            | ミネソタ・ツインズ             | 20勝14敗1S 防2.73    |
| 1968 | アレックス・ジョンソン      | シンシナティ・レッズ                              | .312 2本 58点 16盗   | ケン・ハレルソン              | ボストン・レッドソックス       | .275 35本 109点 2盗  |
| 1969 | トミー・エイジー            | ニューヨーク・メッツ                              | .271 26本 76点 12盗  | トニー・コニグリアロ          | ボストン・レッドソックス       | .255 20本 82点 2盗   |
| 1970 | ジム・ヒックマン            | シカゴ・カブス                                    | .315 32本 115点      | クライド・ライト              | カリフォルニア・エンゼルス     | 22勝12敗 防2.83      |
| 1971 | アル・ダウニング            | ロサンゼルス・ドジャース                          | 20勝9敗 防2.68       | ノーム・キャッシュ(2)         | デトロイト・タイガース         | .283 32本 91点 1盗   |
| 1972 | ボビー・トーラン            | シンシナティ・レッズ                              | .283 8本 82点 42盗   | ルイス・ティアント            | ボストン・レッドソックス       | 15勝6敗3S 防1.91     |
| 1973 | デービー・ジョンソン        | アトランタ・ブレーブス                            | .270 43本 99点 5盗   | ジョン・ヒラー                | デトロイト・タイガース         | 10勝5敗38S 防1.44    |
| 1974 | ジミー・ウィン              | ロサンゼルス・ドジャース                          | .271 32本 108点 18盗 | ファーガソン・ジェンキンス    | テキサス・レンジャーズ         | 25勝12敗 防2.82      |
| 1975 | ランディ・ジョーンズ        | サンディエゴ・パドレス                            | 20勝12敗 防2.24      | ブーグ・パウエル(2)           | クリーブランド・インディアンス | .297 27本 86点 1盗   |
| 1976 | トミー・ジョン              | ロサンゼルス・ドジャース                          | 10勝10敗 防3.09      | ドック・エリス                | ニューヨーク・ヤンキース       | 17勝8敗 防3.19       |
| 1977 | ウィリー・マッコビー        | サンフランシスコ・ジャイアンツ                    | .280 28本 86点 3盗   | エリック・ソーダーローム      | シカゴ・ホワイトソックス       | .280 25本 67点 2盗   |
| 1978 | ウィリー・スタージェル      | ピッツバーグ・パイレーツ                          | .295 28本 97点 3盗   | マイク・コールドウェル        | ミルウォーキー・ブルワーズ     | 22勝9敗1S 防2.36     |
| 1979 | ルー・ブロック              | セントルイス・カージナルス                        | .304 5本 38点 21盗   | ウィリー・ホートン            | シアトル・マリナーズ           | .279 29本 106点 1盗  |
| 1980 | ジェリー・ロイス            | ロサンゼルス・ドジャース                          | 18勝6敗3S 防2.51     | マット・キーオ                | オークランド・アスレチックス   | 16勝13敗 防2.92      |
| 1981 | ボブ・ネッパー              | ヒューストン・アストロズ                          | 9勝5敗 防2.18        | リッチー・ジスク              | シアトル・マリナーズ           | .311 16本 43点       |
| 1982 | ジョー・モーガン            | サンフランシスコ・ジャイアンツ                    | .289 14本 61点 24盗  | アンドレ・ソーントン          | クリーブランド・インディアンス | .273 32本 116点 6盗  |
| 1983 | ジョン・デニー              | フィラデルフィア・フィリーズ                      | 19勝6敗 防2.37       | アラン・トランメル            | デトロイト・タイガース         | .319 14本 66点 30盗  |
| 1984 | ウォーキーン・アンドゥハー  | セントルイス・カージナルス                        | 20勝14敗 防3.34      | デーブ・キングマン            | オークランド・アスレチックス   | .268 35本 118点 2盗  |
| 1985 | リック・ラッシェル          | ピッツバーグ・パイレーツ                          | 14勝8敗1S 防2.27     | ゴーマン・トーマス            | シアトル・マリナーズ           | .215 32本 87点 3盗   |
| 1986 | レイ・ナイト                | ニューヨーク・メッツ                              | .298 11本 76点 2盗   | ジョン・キャンデラリア        | カリフォルニア・エンゼルス     | 10勝2敗 防2.55       |
| 1987 | リック・サトクリフ          | シカゴ・カブス                                    | 18勝10敗 防3.68      | ブレット・セイバーヘイゲン    | カンザスシティ・ロイヤルズ     | 18勝10敗 防3.36      |
| 1988 | ティム・リアリー            | ロサンゼルス・ドジャース                          | 17勝11敗 防2.91      | ストーム・デービス            | オークランド・アスレチックス   | 16勝7敗 防3.70       |
| 1989 | ロニー・スミス              | アトランタ・ブレーブス                            | .315 21本 79点 25盗  | バート・ブライレブン          | カリフォルニア・エンゼルス     | 17勝5敗 防2.73       |
| 1990 | ジョン・テューダー          | セントルイス・カージナルス                        | 12勝4敗 防2.40       | デーブ・ウィンフィールド      | カリフォルニア・エンゼルス     | .267 21本 78点       |
| 1991 | テリー・ペンドルトン        | アトランタ・ブレーブス                            | .319 22本 86点 10盗  | ホセ・グーズマン              | テキサス・レンジャーズ         | 13勝7敗 防3.08       |
| 1992 | ゲーリー・シェフィールド    | サンディエゴ・パドレス                            | .330 33本 100点 5盗  | リック・サトクリフ(2)         | ボルチモア・オリオールズ       | 16勝15敗 防4.47      |
| 1993 | アンドレス・ガララーガ      | コロラド・ロッキーズ                              | .370 22本 98点 2盗   | ボー・ジャクソン              | シカゴ・ホワイトソックス       | .232 16本 45点       |
| 1994 | ティム・ウォーラック        | ロサンゼルス・ドジャース                          | .280 23本 78点       | ホセ・カンセコ                | テキサス・レンジャーズ         | .282 31本 90点 15盗  |
| 1995 | ロン・ガント                | シンシナティ・レッズ                              | .276 29本 88点 23盗  | ティム・ウェイクフィールド    | ボストン・レッドソックス       | 16勝8敗 防2.95       |
| 1996 | エリック・デービス          | シンシナティ・レッズ                              | .287 26本 83点 23盗  | ケビン・エルスター            | テキサス・レンジャーズ         | .252 24本 99点 4盗   |
| 1997 | ダレン・ドールトン          | フィラデルフィア・フィリーズ フロリダ・マーリンズ | .263 14本 63点 6盗   | デビッド・ジャスティス        | クリーブランド・インディアンス | .329 33本 101点 3盗  |
| 1998 | グレッグ・ボーン            | サンディエゴ・パドレス                            | .272 50本 119点 11盗 | ブレット・セイバーヘイゲン(2) | ボストン・レッドソックス       | 15勝8敗 防3.96       |
| 1999 | リッキー・ヘンダーソン      | ニューヨーク・メッツ                              | .315 12本 42点 37盗  | ジョン・ジャーハ              | オークランド・アスレチックス   | .276 35本 111点 2盗  |
| 2000 | アンドレス・ガララーガ(2)   | アトランタ・ブレーブス                            | .302 28本 100点 3盗  | フランク・トーマス            | シカゴ・ホワイトソックス       | .328 43本 143点 1盗  |
| 2001 | マット・モリス              | セントルイス・カージナルス                        | 22勝8敗 防3.16       | ルーベン・シエラ              | テキサス・レンジャーズ         | .291 23本 67点 2盗   |
| 2002 | マイク・リーバーサル        | フィラデルフィア・フィリーズ                      | .279 15本 52点       | ティム・サーモン              | アナハイム・エンゼルス         | .286 22本 88点 6盗   |
| 2003 | ハビー・ロペス              | アトランタ・ブレーブス                            | .328 43本 109点      | ギル・メッシュ                | シアトル・マリナーズ           | 15勝13敗 防4.59      |
| 2004 | クリス・カーペンター        | セントルイス・カージナルス                        | 15勝5敗 防3.46       | ポール・コネルコ              | シカゴ・ホワイトソックス       | .277 41本 117点 1盗  |
| 2005 | ケン・グリフィーJr.         | シンシナティ・レッズ                              | .301 35本 92点       | ジェイソン・ジアンビ          | ニューヨーク・ヤンキース       | .271 32本 87点       |
| 2006 | ノマー・ガルシアパーラ      | ロサンゼルス・ドジャース                          | .303 20本 93点 3盗   | ジム・トーミ                  | シカゴ・ホワイトソックス       | .288 42本 109点      |
| 2007 | ドミトリー・ヤング          | ワシントン・ナショナルズ                          | .320 13本 74点       | カルロス・ペーニャ            | タンパベイ・レイズ             | .282 46本 121点 1盗  |
| 2008 | フェルナンド・タティス      | ニューヨーク・メッツ                              | .297 11本 47点 3盗   | クリフ・リー                  | クリーブランド・インディアンス | 22勝3敗 防2.54       |
| 2009 | クリス・カーペンター(2)     | セントルイス・カージナルス                        | 17勝4敗 防2.24       | アーロン・ヒル                | トロント・ブルージェイズ       | .286 36本 108点 6盗  |
| 2010 | ティム・ハドソン            | アトランタ・ブレーブス                            | 17勝9敗 防2.83       | ブラディミール・ゲレーロ      | テキサス・レンジャーズ         | .300 29本 115点 4盗  |
| 2011 | ランス・バークマン          | セントルイス・カージナルス                        | .301 31本 94点 2盗   | ジャコビー・エルズベリー      | ボストン・レッドソックス       | .321 32本 105点 39盗 |
| 2012 | バスター・ポージー          | サンフランシスコ・ジャイアンツ                    | .336 24本 103点 1盗  | アダム・ダン                  | シカゴ・ホワイトソックス       | .204 41本 96点 2盗   |
| 2013 | フランシスコ・リリアーノ    | ピッツバーグ・パイレーツ                          | 16勝8敗 防3.02       | マリアノ・リベラ              | ニューヨーク・ヤンキース       | 6勝2敗44S 防2.11     |
| 2014 | ケーシー・マギー            | マイアミ・マーリンズ                              | .287 4本 76点 4盗    | クリス・ヤング                | シアトル・マリナーズ           | 12勝9敗 防3.65       |
| 2015 | マット・ハービー            | ニューヨーク・メッツ                              | 13勝8敗 防2.71       | プリンス・フィルダー          | テキサス・レンジャーズ         | .305 23本 98点       |
| 2016 | ホセ・フェルナンデス        | マイアミ・マーリンズ                              | 16勝8敗 防2.86       | マーク・トランボ              | ボルチモア・オリオールズ       | .256 47本 108点 2盗  |
| 2017 | グレッグ・ホランド          | コロラド・ロッキーズ                              | 3勝6敗41S1H 防3.61   | マイク・ムスタカス            | カンザスシティ・ロイヤルズ     | .272 38本 85点       |
| 2018 | マット・ケンプ              | ロサンゼルス・ドジャース                          | .290 22本 85点       | デビッド・プライス            | ボストン・レッドソックス       | 16勝7敗 防3.58       |
| 2019 | ジョシュ・ドナルドソン      | アトランタ・ブレーブス                            | .259 37本 94点 2盗   | ハンター・ペンス              | テキサス・レンジャーズ         | .297 18本 59点 6盗   |
| 2020 | ダニエル・バード            | コロラド・ロッキーズ                              | 4勝2敗6S2H 防3.65    | カルロス・カラスコ            | クリーブランド・インディアンス | 3勝4敗 防2.91        |
| 2021 | バスター・ポージー(2)       | サンフランシスコ・ジャイアンツ                    | .304 18本 56点       | トレイ・マンシーニ            | ボルチモア・オリオールズ       | .255 21本 71点       |
| 2022 | ブランドン・ドルーリー      | シンシナティ・レッズ サンティエゴ・パドレス       | .263 28本 87点 2盗   | ジャスティン・バーランダー    | ヒューストン・アストロズ       | 18勝4敗 防1.75       |
| 2023 | コディ・ベリンジャー        | シカゴ・カブス                                    | .307 26本 97点 20盗  | タイラー・グラスノー          | タンパベイ・レイズ             | 10勝7敗 防3.53       |
| 2024 | ブラディミール・ゲレーロJr. | トロント・ブルージェイズ                          | .323 30本 103点 2盗  | クリス・セール                | アトランタ・ブレーブス         | 18勝3敗 防2.38       |